# Chrysoclista
Chrysoclista ist eine Gattung der Schmetterlinge aus der Familie der Grasminiermotten (Elchistidae).

## Merkmale
Der Kopf ist glatt beschuppt. Die Fühler sind 4/5 so lang oder geringfügig kürzer als die Vorderflügellänge. Gelegentlich sind sie distal leicht gesägt. Die Labialpalpen sind zylindrisch und gestreckt, das dritte Segment ist leicht nach oben gewinkelt. Die Vorderflügel sind lanzettlich und haben eine orange Grundfarbe. Häufig sind einige Tuberkel metallisch schimmernder Schuppen und Flecke mit abstehenden Schuppen vorhanden. Die Hinterflügel sind zwei Drittel so lang wie die Vorderflügel. Sie sind lanzettlich und laufen meist spitz zu.
Bei den Männchen fehlt der Uncus. Die Gnathos-Arme sind sklerotisiert und häufig gezähnt. Das Tegumen ist kurz und breit und hat kleine Socii. Die Valven sind breit und haben einen gerundeten oder abgestumpften Apex. Die Anellus-Lappen sind groß und etwa halb so lang wie der Aedeagus. Letzterer ist lang, röhrenförmig und in der Mitte gekrümmt. Er besitzt keine Cornuti.
Bei den Weibchen sind die Apophyses posteriores anderthalb bis zweimal so lang wie die Apophyses anteriores. Die Sklerotisierung des achten Tergits ist für die Artbestimmung von Bedeutung. Das Antrum ist ziemlich klein und es kann sklerotisiert sein. Der Ductus bursae ist lang und schmal. Das Corpus bursae ist länglich und kann mit einem Signum versehen sein.

## Verbreitung
Die Arten der Gattung Chrysoclista  sind in der Holarktis verbreitet, einige Arten haben nur sehr kleine Verbreitungsgebiete.

## Biologie
Die Raupen leben unter der Borke von Linden (Tilia) und Weiden (Salix).

## Systematik
Die Typusart der Gattung ist Phalaena linneella Clerck, 1759.
- Chrysoclista abchasica (Sinev, 1986)
- Chrysoclista lathamella (Fletcher, 1936)
- Chrysoclista linneella (Clerck, 1759)
- Chrysoclista splendida Karsholt, 1997
- Chrysoclista zagulajevi Sinev 1979

Aus der Literatur sind folgende Synonyme bekannt:
- Glyphipteryx  Curtis, 1827